# St. Oswald (Wimmental)

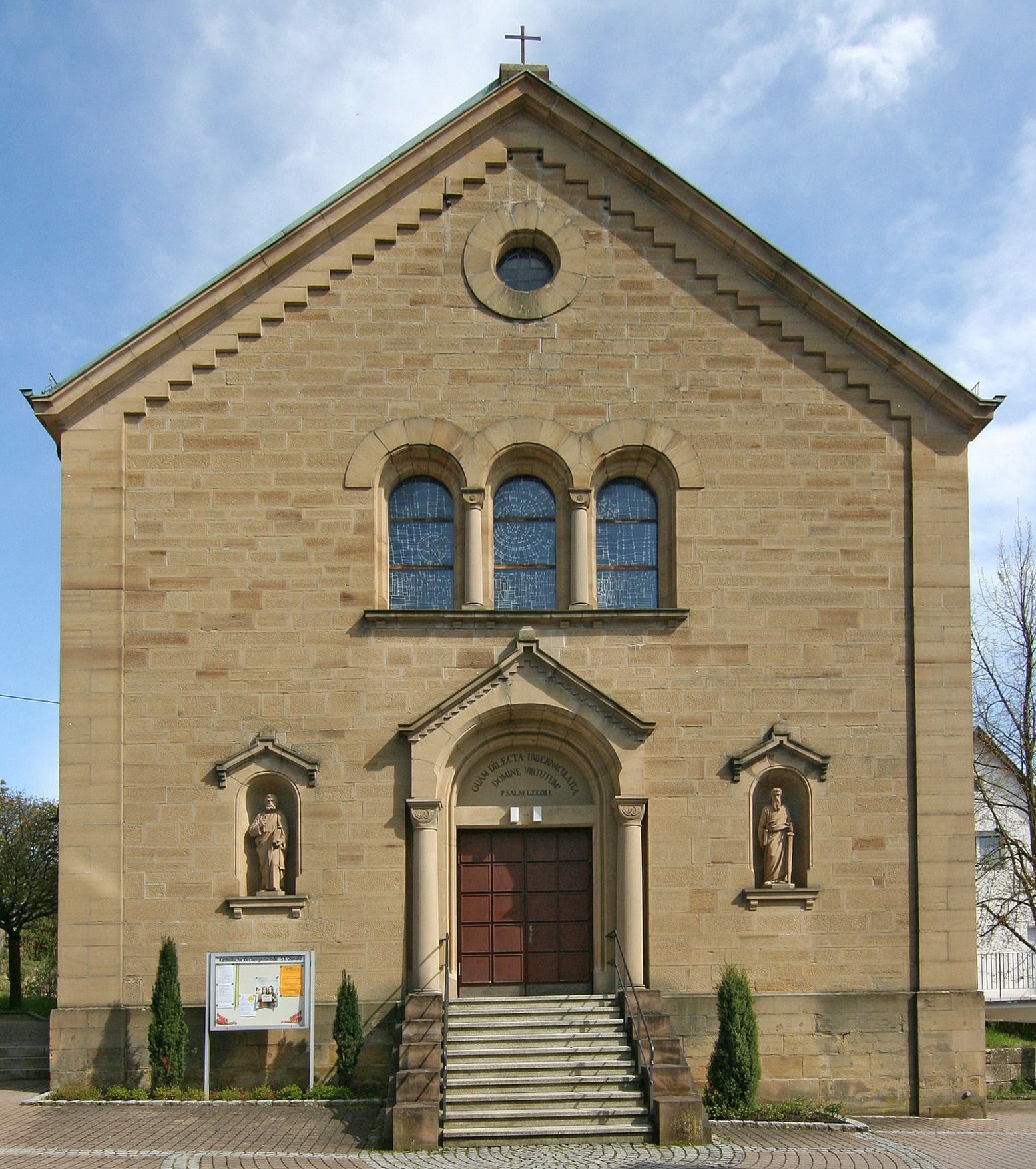
Die katholische Kirche St. Oswald

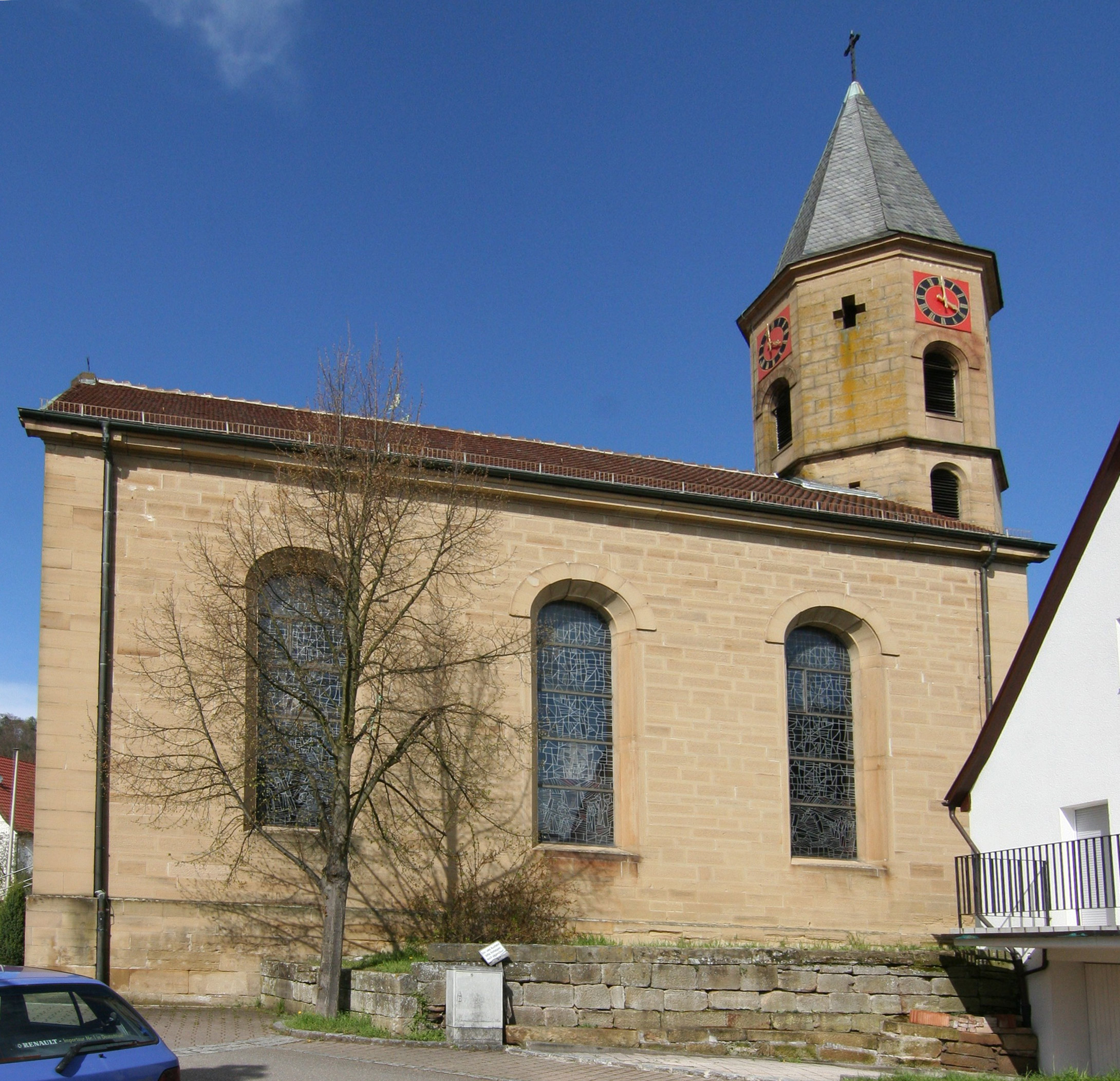
Die katholische Kirche St. Oswald, Seitenansicht

Die katholische Kirche St. Oswald befindet sich in Wimmental, einem Teilort der Stadt Weinsberg (Landkreis Heilbronn, Baden-Württemberg). Sie ist dem Patrozinium des Oswald von Northumbria unterstellt.

## Baugeschichte
Die Kirche wurde 1845 bis 1849 von der königlich württembergischen Finanzverwaltung an Stelle eines kleineren Kapelle erbaut. Der Vorgängerbau wurde 1453 von Georg von Neuenstein errichtet. Der untere Teil des Chorturms von 1453 wurde für den 21,5 m langen und 13,2 m breiten Neubau übernommen. Auf den verbliebenen quadratischen Turm wurde ein neuer achteckiger Turmaufbau gesetzt. Der neue Kirchenbau wurde am 26. Juni 1849 von Bischof Josef von Lipp geweiht.

## Architektur und Ausstattung
Das Gebäude hat zu beiden Seiten, sowohl auf der Süd- als auch auf der Nordseite, jeweils 3 lange, hohe, „rundbogige“ Fenster.
An der westlichen Giebelseite befindet sich ein „rundbogiges“ Eingangsportal mit 2 runden Säulen und ein Fronton (Tympanon). Zu diesem gelangt man über 9 Stufen. Flankiert wird das Eingangsportal von den Statuen der beiden Apostel und Apostelfürsten Simon Petrus (Attribut: Kirchenschlüssel) und Paulus von Tarsus (Attribut: Schwert).
Im Osten befindet sich der Chor mit einem „rundbogigen“ hohen Triumphbogen. Zu dem Chorbereich gelangt man über zwei Stufen. Dort befindet sich ein kleiner Hochaltar. Darüber ein rundes Fenster. Der Chor verfügt ansonsten auf der Süd- und Nordseite über keine Seitenfenster. An der Nordseite des Chors wurde die Sakristei angebaut. Über die Sakristei gelangt man von Osten her in Kirchenschiff. Hoch über dieser Eingangstüre der Sakristei zum Chor befindet sich die Kanzel.
In den beiden Ecken des Kirchenschiffes befindet sich je ein barocker Seitenaltar. Die beiden Seitenaltäre aus dem Jahr 1847 wurden vom Maler Knüpfer aus Neckarsulm für 450 Gulden gestaltet. Die Seitenaltäre schmücken die Statuen des Hl. Josef und des Hl. Aloysius (beide 1898).
Aus dem Jahr 1847 stammte auch die erste Kirchenorgel, die der Heilbronner Orgelbauer Johann Heinrich Schäfer für 1400 Gulden schuf. Die heutige Kirchenorgel schuf Karl Kopetzki im Jahre 1981. Den Kirchenraum schmückt eine „Lourdes-Statue“ (1891). Das Deckengemälde wurde 1915 vom Kunstmaler Reihing aus Stuttgart geschaffen.
Im Innern der Kirche befindet sich ein urnenförmiger Taufstein aus dem Jahr 1691 mit den Initialen CS (Closter Schöntal).